# Thomas Ungewitter
Thomas Ungewitter (født 8. april 1944, død 3. maj 2007) var en svensk skuespiller, der medvirkede i mere end 30 film og tv-serier. 
Ungewitter voksede op i bydelen Östermalm i Stockholm. Han gik på Calle Flygare Teaterskola fra 1962 til 1964 og havde blandt andre Lis Nilheim og Lars-Erik Berenett som klassekammerater. Under sin uddannelse var han ansat på Dramaten og arbejdede som freelance på flere forskellige teatre i 1960'erne, før han fik roller på Malmö stadsteater og Helsingborgs stadsteater i sit senere liv. Ungewitter nåede i sin karriere også at samarbejde med andre kunstnere som Catrin Westerlund, Sigge Fürst, Gunnel Broström, Agneta Prytz, Nils Poppe og Eva Rydberg.

## Død
Den 3. maj 2007 blev Thomas Ungewitter alvorligt såret i en trafikulykke, da han kolliderede med en åben bildør under en cykeltur. Han døde efterfølgende af sine kvæstelser og ligger begravet på Pålsjö kyrkogård i Helsingborg.

## Udvalgt filmografi
- Min søster, min elskede (1966)
- Som havets nøgne vind (1968)
- Eva - misbrugt af mænd (1969)
- Høstmanøvren (1979)
- Frihedens skygge (tv-serie, 1994)
- Spring for livet (1997)
- TAXA (tv-serie, 1998)
- Det nye land (2000)
- Labyrinten (tv-serie, 2000)
- Den 5. kvinde (tv-serie, 2002)
- Capricciosa (2003)
- Morgan Pålsson - Verdensreporteren (2008)